# Varzy
Varzy är en kommun i departementet Nièvre i regionen Bourgogne-Franche-Comté i de centrala delarna av Frankrike. Kommunen ligger i kantonen Varzy som tillhör arrondissementet Clamecy. År 2022 hade Varzy 1 066 invånare.

## Befolkningsutveckling
Antalet invånare i kommunen Varzy
| Referens: INSEE |